# Корона смерти
Венец смерти (лат. corona mortis) — сосудистая аномалия, наблюдаемая приблизительно у 15—30 % людей. Представляет собой выраженный анастомоз между запирательной артерией и нижней надчревной артерией. Указанная аномалия описана в старых руководствах, так как при случайном ранении анастомоза при грыжесечении возникали сильные кровотечения, с которыми трудно было справиться.

## Формирование анастомоза
Запирательная артерия, отходящая обычно от внутренней подвздошной артерии, отдаёт лобковую ветвь. Нижняя надчревная артерия отдаёт запирательную ветвь. Лобковая и запирательная ветвь движутся друг к другу, а затем и анастомозируют между собой. Обычно данный анастомоз слабо выражен, но примерно в 30 % случаев анастомоз между лобковой ветвью запирательной артерии и запирательной ветвью нижней надчревной артерии развит сильно, поэтому создается впечатление, что запирательная артерия, которая обычно является ветвью a. iliaca interna, отходит от нижней надчревной артерии.

### Топография
Корона смерти располагается вблизи внутренней поверхности лакунарной связки.

## Клиническое значение
При операциях по поводу истинного ущемления бедренной грыжи «корона смерти» может создавать определённые трудности. Дело в том, что при случайном ранении аномального анастомоза может возникнуть сильное кровотечение, которое трудно остановить. Предполагается, что хирурги в такой ситуации должны оперировать бедренную грыжу с латеральной стороны от грыжевого мешка, но в этом случае возможно случайное ранение других анатомических образований: бедренной артерии и вены, паховой связки. Поэтому ликвидация ущемления при бедренной грыже возможна только с медиальной стороны от грыжевого мешка за счет рассечения лакунарной связки, где у некоторых людей и пролегает «корона смерти». Данная анатомическая особенность требует осторожного и внимательного рассечения лакунарной связки, строго под визуальным контролем.
В случае, если ранение аномального анастомоза все же произошло, то необходимо прижать источник кровотечения тампоном, пересечь паховую связку, а затем выделить нижнюю надчревную артерию, чтобы перевязать её основной ствол, либо её запирательную ветвь, анастомозирующую с запирательной артерией.